# Tain
Pour les articles homonymes, voir Tain (homonymie).
Le tain est la partie métallique d'un miroir, souvent composé d'un mélange d'étain et de mercure, qui effectue la réflexion.
Anciennement, il s'agissait d'un alliage de plomb, d’étain et de bismuth réduit en feuille, et que l'on dissolvait en partie par le mercure (formant ainsi un amalgame), le rendant adhérent à la surface d'une glace polie. Cet amalgame a été progressivement remplacé par le dépôt et la réduction du nitrate d'argent à partir de 1835.